# Tropilaelapsose
A tropilaelapsose é uma enfermidade parasitária nas abelhas por um ácaros do género Tropilaelaps.

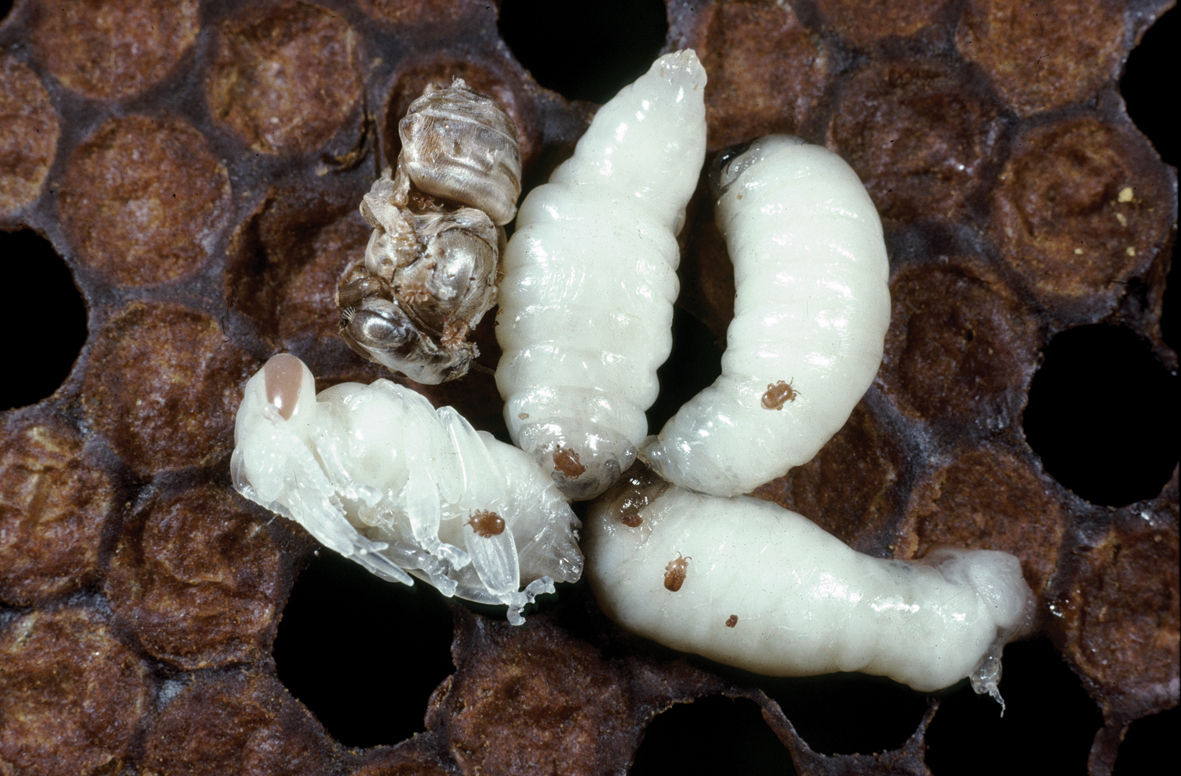
Ácaro Tropilaelaps infestando larvas de abelhas e uma pupa deformada pela doença

## Etiología
Os ácaros Tropilaelaps clareae y Tropilaelaps koenigerum são a causa desta doença, que é pouco conhecida na Europa e América em virtude que sua área de distribuição é na Ásia, do Irã ao noroeste de Papua-Nova Guiné e Nova Guiné ao sudeste para o T. clareae, contudo a espécie T. koenigerum  é encontrada somente no Sri Lanka e Nepal. No Quênia foi relatado a ocorrência de T. clareae porém não foi confirmado posteriormente.

## Hospedeiro
Estas duas espécies de ácaros infestam a grande abelha asiática (Apis dorsata), enquanto que o ácaro T. clareae foi encontrado em Apis cerana, Apis florea, Apis mellifera e Apis laboriosa, enquanto que T. koenigerum é um parasita da Apis laboriosa e Apis dorsata. O ácaro Tropilaelaps clareae pode alcançar facilmente toda a área de distribuição da Apis mellifera, caso não existam barreiras sanitárias.

## Epizootiología
O alvo de infestação estão representada pela abelha adulta e pela cria, como no caso do Varroa destrctor.
O tempo que passa o ácaro Tropilaelaps clareae fora das células é muito importante para programar um sistema de combate. Tropilaelaps clareae só passa fora da célula uma média de 1,6 dias. A pupulação de T. clareae aumenta rapidamente, mais que a infestação por ácaro de Varroa.
As principais causas da expansão da tropilaelapsosis são:
- Pilhagem
- A deriva (fuga de colmeias)
- As transações comerciais
- Enxameamento natural
- Visita dos zangões
- Imperícia do apicultor
- Transumância descontrolada de colmeias.

## Sintomatología
A pesquisa e literatura sobre este parasita é muito escassa e se referem somente ao controle com produtos já utilizados na varroose.
Parece lógico que, se o ácaro se desenvolve grande parte da sua vida no interior das células com cria e as parasita, os sintomas das abelhas quando elas nascem serão semelhantes aos causados pela Varroa destructor: abdómen reduzidos, retorcido, asas atrofiadas e malformação das patas, ou a falta destas, ou de asas. Abelhas afetadas rastejar no alvado da colmeia.
A fase forética do ácaro na abelha é de 1 ou 2 dias, em que  Tropilaelaps não pode perfurar o tegumento de uma abelha adulta como faz Varroa, sendo o ciclo de vida do ácaro adulto de 5 a 10 dias, enquanto o ácaro fêmea vai morrer em dois dias se não puder depositar o ovo. Provou-se que, se existirem duas espécies de ácaros em uma célula, a reprodução de ambos os ácaros declina, provavelmente por competição.

## Diagnóstico
Atualmente, a doença não foi diagnosticada na Europa e América por isso é muito importante estar vigilante. Ambas as espécies têm um corpo alongado, esclerotizado, que difere facilmente com uma lupa de ampliação de 10 vezes do ácaro Varroa que tem um corpo mais largo que comprido (elipsoidal).
Clínico. Se considerarmos os sintomas da doença, é indispensável a realização de uma inspeção minuciosa das abelhas, de seu comportamento e especialmente nos caixilhos com cria. Se observa as cria dispersas, uma vez que a presença do ácaro mata até 50% das larvas  das abelhas.
Farmacológico. O diagnóstico pode ser realizado através de métodos químicos, utilizando produtos acaricidas, forçando a queda  dos parasitas.
Laboratorial. Um método consiste em retirar uma amostra  das abelhas, e colocá-lo em uma solução de álcool 25%. Após breve agitação de dois minutos, as abelhas são removidas e os ácaros se desprendem de seus hospedeiros.
Outro método que pode ser considerado como um complemento para o anterior, e neste caso, é mais importante, consistem em desopercular as células a fim de observar fêmeas de T. clareae ou formas imaturas. Por meio de um piso sanitário composto de cartolina branca em que se aplica uma substância pegajosa, como vaselina, deixando três dias na colmeia, pode-se analisar a amostra os ácaros caídos.
Diferencial. Deve fazer um diagnóstico diferencial com Varroa destructor existindo no entanto, diferenças na forma do corpo conforme descrito anteriormente.

## Controle ou medidas de prevenção e tratamento

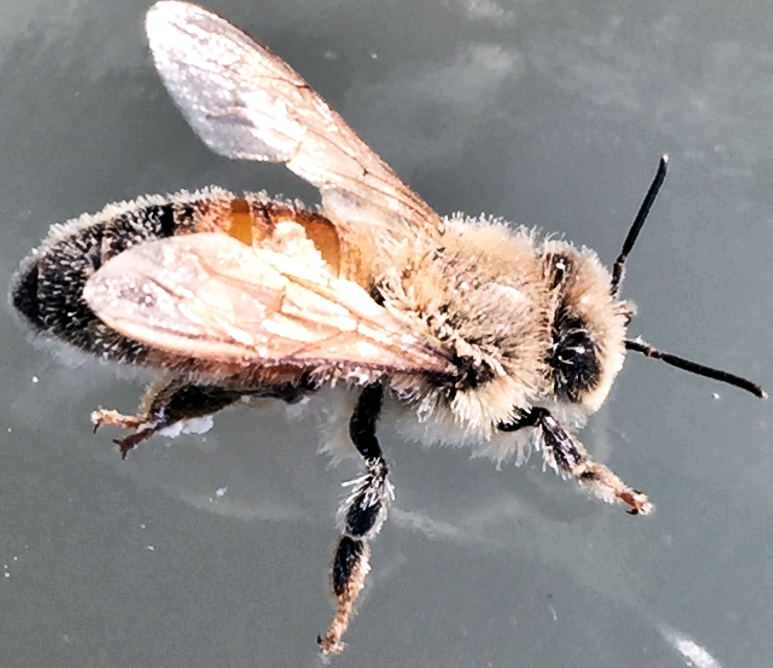
Abelha revestida com ácido oxálico, para proteger de ácaros

O ácaro Tropilaelaps clareae pode ser tratado com os mesmos tratamentos aplicados ao Varroa destructor, produtos utilizados hoje são eficientes.
Deve notar-se que os acaricidas de ação pontual são menos eficazes no controle deste ácaro que, no caso do Varroa destructor. Isto é devido ao tempo limitado que o  Tropilaelaps clareae esta sobre as abelhas adultas.

### Medidas químicas
Os ácaros Tropilaelaps podem ser tratados com acaricidas disponíveis comercialmente. Os acaricidas devem ser aplicados com cuidado para minimizar a contaminação do mel que pode ser consumida por seres humanos. O uso adequado de acaricidas também retarda o desenvolvimento de resistência por parte dos ácaros.
Químicos sintéticos
- Inseticida piretroide (Fluvalinato) em tiras
- inseticida organofosforado (Coumafós) em tiras
- Receita de Manley: cristais de timol e álcool cirúrgico com açúcar servido como alimento[1]

Químicos de ocorrência natural
- Ácido fórmico em vapor ou sobre tecido umedecido (afasta os ácaros)
- Açúcar em pó ou açúcar de confeiteiro (derruba os ácaros das abelhas), alternativamente talco ou outro pó "seguro", com um tamanho de grão entre 5 e 15 μm, pode ser pulverizado sobre as abelhas. Açúcar em pó tem sido testado para o uso como uma forma de controle do Varroa. O açúcar é polvilhado entre os favos das colmeias a uma taxa de 15 g por colmeia (2 andares). O tratamento é repetido 4-6 vezes. açúcar de confeiteiro provou ser um meio eficaz de avaliação da colmeia de abelhas para a incidência de Varroa.[2] Outros vários pós, incluindo a glucose, farinha de trigo e pó de pedra foram testados, quer como um método de deteção ou controle.[3][4][5] Um teste de campo onde foi usado 15g de açúcar polvilhado entre favos de colmeias durante meados do verão, em diferentes combinações de dias e horários, resultou em uma média de queda de ácaros nas colónias tratadas entre 47 e 56 vezes maior do que as colónias de controle, embora a eficiência exata não pôde ser determinada.[6][7]
- Óleo essencial, especialmente de limão, menta e tomilho[8]
- Óleo essencial de neem (Azadirachta indica): O óleo de neem com um emulsificante (2%) tem sido utilizado para o controle de varroa. A substância é pulverizada a uma taxa de 400 ml por colmeia, com os quadros ligeiramente entreabertos e levemente pulverizada com óleo. O óleo de neem aplicada para as abelhas em laboratório matou 50-90% dos ácaros varroa dentro de 48 horas, com a mortalidade das abelhas menos de 10%, mas foi menos eficaz do que Apistan.[9] óleo de Neem matou 84-96% dos ácaros varroa, três vezes mais do que o grupo controle, e mais de sprays de timol ou óleo de canola, ou timol em um bloco de vermiculita. No entanto, óleo de neem resultou na perda de 50% rainha e 2/3 de perda de abelhas e 1/3 perda da crias em relação aos controles.[10] O óleo de neem foi tão eficaz como o ácido fórmico, mas não tão eficaz como Apistan(marca comercial), e reduziu as crias operculadas em colónias em 50%.[11] Ésteres de açúcar (produto Sucrocide) na aplicação por pulverização
- Óleo de gaultheria: O óleo de gaultheria, um gênero de plantas que permanecem verdes no inverno (do inglês wintergreen), tem sido usado para controle de varroa. O óleo é pulverizado sobre caixilhos sem cria das colmeias, à taxa de 5 ml por colmeia. A evaporação de 15ml de óleo de wintergreen matou 95% dos ácaros varroa e causou 7% a mortalidade das abelhas em experimentos de laboratório. Os ensaios de campo de óleo de gaultéria pulverizado nos caixilhos, em conjunto com um tratamento térmico de 15 minutos, matou 55-82% de ácaros, com um segundo tratamento 7 dias depois, resultou na morte de 90-95% dos ácaros.[12][13] Outro ensaio usando tratamentos semelhantes resultou na mortalidade de 31% das abelhas adultas depois de 5 dias e 69% de redução nos ácaros.[7][14]
- Ácido oxálico método de gotejamento ou aplicado como vapor.
- Óleo Vegetal, o óleo vegetal tem sido utilizado como um controle de Varroa. A substância é administrada como gordura vegetal em um alimentador de açúcar de inverno colocada sobre os barras superiores dos caixilhos na colmeia. O óleo vegetal geralmente tem um emulsionante adicionado. O uso de óleos vegetais tem se mostrados um tratamento eficaz para o ácaro traqueal, e testes de laboratório, utilizando óleo vegetal em papel de filtro mostrou que o material era eficaz contra varroa em abelhas operárias. Os ensaios de campo, no entanto, mostraram uma taxa de mortalidade de ácaros de 38%.[15] Óleo vegetal com altos níveis de um emulsificante, seja de forma pulverizada ou administrada nos alimentadores, matou até 97% dos ácaros, mas também apresentou um efeito colateral de significativa mortalidade das abelhas (> 50%). Concentrações mais baixas de emulsionante não foram eficazes em matar ácaros.[16] Outros ensaios demonstram que a pulverização óleo de canola (solução a 20%) matou 65% da Varroa.[7][10]
- Óleo mineral (grau alimentício) como vapor e em aplicação direta em papel ou cordas. O óleo mineral (parafínico) com um emulsionante (5% de emulsionante) tem sido usado para o controle Varroa. O material é pulverizado a uma taxa de 6-10ml de óleo por caixilho no outono, uma vez por semana durante 3 semanas.O óleo mineral com um emulsificante (a 5%) pulverizado a este ritmo resultou na mortalidade das abelhas de 97% após duas aplicações, e de mortalidade de 99,5% após três. No entanto, a mortalidade das abelhas foi significativamente maior do que nos controles, quando o óleo mineral e emulsionante foi pulverizada em favos [90].[7][17]
- Compostos naturais de lúpulo (produto Hopguard) em tiras

### Métodos mecânicos, físicos e comportamentais
Ácaros Varroa também podem ser controlados através de meios não químicos. A maioria destes controles são destinados a reduzir a população de ácaros para um nível controlável, não eliminar completamente os ácaros
- Método da tela no fundo da colmeia é usada por muitos apicultores em suas colméias. Quando ácaros ocasionalmente caem de uma abelha, eles devem subir de volta para parasitar outra abelha. Se a colmeia tem um fundo com uma tela com uma malha do tamanho certo, o ácaro ao cair não podem voltar para a colmeia. O fundo com tela também está sendo creditada com o aumento da circulação de ar, o que reduz a condensação em uma colméia durante o inverno. Estudos na Universidade de Cornell feito ao longo de dois anos descobriu que fundo com tela não têm nenhum efeito mensurável.[18] placas de fundo com tela e placas pegajosas (armadilhas de cola) separam os ácaros que se passam através da tela e a placa pegajosa impede-os de rastejar de volta. Um Insecticida também pode ser aplicado para nas placas pegajosas para ajudar a matar os ácaros.
- Método de aquecimento, utilizado pela primeira vez pelos apicultores na Europa Oriental na década de 1970, mais tarde se tornou um método global. Neste método, os quadros colmeia são aquecidos pelo menos até 40 °C durante várias horas de cada vez, o que faz com que os ácaros caiam das abelhas.[19][20]  Quando combinado com o método do fundo com tela, este pode controlar o suficiente a Varroa  para a sobrevivência ajuda colônia.[19] Na Alemanha, os aquecedores antivarroa são fabricados para utilização pelos apicultores profissionais. Uma colmeia termosolar foi patenteada e fabricada na República Checa.[20][21]
- Método de limitação da célula de cria de zangão limita o célula espaço para cria de ácaros Varroa habitarem (4,9 mm de diâmetro - cerca de 0,5 mm menor do que o padrão), e também aumenta a diferença de tamanho entre o trabalhador e ninhada zangão, com a intenção de fazer as armadilhas no favo do zangão mais eficaz na captura de ácaros Varroa. As bases para as células pequenas têm defensores ferrenhos, embora estudos controlados têm sido geralmente inconclusivos.
- Método de limitar o favo de cria (também conhecido como método de enxame) baseia-se em interromper o ciclo de cria das abelha. É um método avançado que remove o favos de crias operculado da colmeia, onde os ácaros Varroa procriam. A rainha é confinada a um favo usando uma gaiola para favos. Em intervalos de 9 dias, a rainha é confinada em um novo favo, e a ninhada no antigo favo é deixadas de ser criadoa. A ninhada no favo anterior, agora operculado está infestada com ácaros Varroa, é removida. O ciclo é então repetido. Este método complexo pode remover até 80% dos ácaros Varroa na colmeia.[carece de fontes?]
- Método do congelamento das crias de zangão, aproveita a preferência dos ácaros Varroa pelo tempo maior de cria dos zangões. O apicultor coloca um caixilho(quadro) de favo na colmeia que é dimensionado para incentivar a rainha para colocar ovos preferencialmente de zangões. Uma vez que as células dos favos das crias são cobertas, o apicultor retira caixilho e coloca-o no congelador. Isso mata os ácaros Varroa que alimentavam-se com estas abelhas, mas também mata as crias dos zangões, porém a maioria das colmeias produzem um excesso de abelhas zangões, então, isso geralmente não é considerada uma perda. Após o congelamento, o caixilho(quadro) pode ser devolvido à colmeia. As abelhas enfermeiras irão limpar das células do favo os zangões mortos (e ácaros mortos) e o ciclo continua.
- Método da eliminação das crias de zangão é uma variação aplicável as colmeias barras no topo onde as abelhas tendem a colocar favos adequados para cria de zangão ao longo das margens inferiores e exteriores dos favos. Cortar estas partes fora em um estágio de desenvolvimento tardio ("estágio do olho roxo olho") e descartá-las reduz a carga de ácaros na colônia. Este também permite a inspeção e contagem de ácaros na crias.